# Stratford (Califórnia)
Stratford é uma Região censo-designada localizada no estado americano da Califórnia, no Condado de Kings.

## Demografia
Segundo o censo americano de 2000, a sua população era de 1264 habitantes.

## Geografia
De acordo com o United States Census Bureau tem uma área de 1,8 km², dos quais 1,8 km² cobertos por terra e 0,0 km² cobertos por água. Stratford localiza-se a aproximadamente 62 m acima do nível do mar.

## Localidades na vizinhança
O diagrama seguinte representa as localidades num raio de 24 km ao redor de Stratford.